# Тухужев, Али Матыкович
Али Матыкович Тухужев (7 (20) октября 1917 год, Клишбиево, Кабарда — 12 апреля 1995, Нальчик) — кабардинский советский актёр театра и кино, народный артист РСФСР (1971).

## Биография
Али Матыкович Тухужев родился 7 (20) октября 1917 года в кабардинском ауле Клишбиево (сейчас село Нартан Чегемского района Кабардино-Балкарии).
В 1935—1940 годах учился в первой балкарской студии в ГИТИС (под руководством И. Я. Судакова). После ГИТИСа вошёл в труппу Кабардино-Балкарского театра им. А. Шогенцукова.
В 1940—1946 годах служил в Советской армии, участвовал в Великой Отечественной войне. В 1941 году участвовал в Великой битве под Москвой. В 1942 году воевал в Сталинграде; в 1943 — на Орловско-Курской дуге. Закончил войну под Варшавой. Четыре раза был ранен. Член ВКП(б) с 1943 года.
После войны вернулся в родной Кабардинский театр, где играл до конца жизни. Обладал ярким комедийным дарованием. Наиболее близки ему были характеры, отличающиеся добротой и мягкой весёлостью.
Умер 12 апреля 1995 года.

## Награды и премии
- Орден Красной Звезды, пять боевых медалей.
- Народный артист Кабардино-Балкарской АССР (1951).
- Заслуженный артист РСФСР (04.07.1957).
- Народный артист РСФСР (21.08.1971).

## Работы в театре
- «Когда загорается свет» Шортанова — Муса
- «Ходжа Насреддин» Кардангушева и Махова — Ходжа
- «Лашин» Аксирова — Кужа
- «Без вины виноватые» А. Островского — Шмага
- «Самодуры» К. Гольдони — Кончано
- «Женитьба» Н. Гоголя — Подколёсин
- «Горячее сердце» А. Островского — Градобоев
- «Укрощение строптивой» У. Шекспира — Гремио
- «Ревизор» Н. Гоголя — Лука Лукич Хлопов
- «Поднятой целине» по М. Шолохову — Щукарь
- «Сила любви» Мухамеда Кармокова

## Фильмография
1. 1955 — Шарф любимой — Хату
2. 1966 — Герой нашего времени — эпизод (нет в титрах)
3. 1970 — Как стать мужчиной — Али, барабанщик
4. 1975 — Всадник с молнией в руке — старик
5. 1975 — Горянка — Иса
6. 1977 — Лакумы по-чегемски (короткометражный) — Хабиж
7. 1979 — По следам Карабаира — мулла
8. 1980 — Кольцо старого шейха — Хан
9. 1983 — О странностях любви — Хан
10. 1987 — Вершины не спят — Баляцо
11. 1987 — Раненые камни — аксакал
12. 1989 — Когда отзовется эхо — Халид
13. 1991 — Тень завоевателя
14. 1991 — Холод — эпизод

## Память
- Ежегодный Северо-Кавказский фестиваль артистов комедийного жанра им. народного артиста РСФСР А. Тухужева «Улыбка друзей».